# Ibiau
Uahibra Ibiau, o Ibiau (Ibiaw, o Ia-ib) fue un faraón de la dinastía XIII de Egipto, que gobernó de c. 1671 a 1661 a. C.
En el Canon Real de Turín figura como Uahibra Ibiau, reinando 10 años, 8 meses y 28 días, y está situado en registro VII,2. 
Su nombre de Trono, Uahibra, significa "El corazón de Ra es fuerte".
Su esposa fue la reina Jaesnebu.
Ibiau y su sucesor Merneferra son los últimos faraones bien documentados, y de cierta importancia, de la dinastía XIII, ya que los reyes posteriores sólo gobernaron unos meses. 

## Testimonios de su época
El nombre de Ibiau se ha encontrado en: 
- nueve escarabeos, uno de los ellos en Biblos,
- tres sellos cilíndricos,
- un sello grabado, en El-Lisht,
- una vasija, encontrada en El-Lahun,
- una estela, de origen Tebano, BM1348, que se exhibe en el Museo Británico de Londres (Bourriau)

## Titulatura
| Titulatura | Jeroglífico | Transliteración (transcripción) - traducción - (referencias) |

| N5 | V29 | F34 |

| N5 | V29 | F34 |

| N5 | V29 | F34 |

| N5 | V29 | F34 |

| N5 | V29 | F34 |

| N5 | V29 | F34 |

| N5 | V29 | F34 |

| N5 | V29 | F34 |

| N5 | V29 | F34 |

| N5 | V29 | F34 |

| N5 | V29 | F34 |

| N5 | V29 | F34 |

| N5 | V29 | F34 |

| N5 | V29 | F34 |

| N5 | V29 | F34 |

| N5 | V29 | F34 |

| N5 | V29 | V28 | Y1V | ib | Z1 | M17 | D36 · N35B | A24 | ib | Z1 |

| N5 | V29 | V28 | Y1V | ib | Z1 | M17 | D36 · N35B | A24 | ib | Z1 |

| N5 | V29 | V28 | Y1V | ib | Z1 | M17 | D36 · N35B | A24 | ib | Z1 |

| N5 | V29 | V28 | Y1V | ib | Z1 | M17 | D36 · N35B | A24 | ib | Z1 |

| N5 | V29 | V28 | Y1V | ib | Z1 | M17 | D36 · N35B | A24 | ib | Z1 |

| N5 | V29 | V28 | Y1V | ib | Z1 | M17 | D36 · N35B | A24 | ib | Z1 |

| N5 | V29 | V28 | Y1V | ib | Z1 | M17 | D36 · N35B | A24 | ib | Z1 |

| N5 | V29 | V28 | Y1V | ib | Z1 | M17 | D36 · N35B | A24 | ib | Z1 |

| N5 | V29 | V28 | Y1V | ib | Z1 | M17 | D36 · N35B | A24 | ib | Z1 |

| N5 | V29 | V28 | Y1V | ib | Z1 | M17 | D36 · N35B | A24 | ib | Z1 |

| N5 | V29 | V28 | Y1V | ib | Z1 | M17 | D36 · N35B | A24 | ib | Z1 |

| N5 | V29 | V28 | Y1V | ib | Z1 | M17 | D36 · N35B | A24 | ib | Z1 |

| N5 | V29 | V28 | Y1V | ib | Z1 | M17 | D36 · N35B | A24 | ib | Z1 |

| N5 | V29 | V28 | Y1V | ib | Z1 | M17 | D36 · N35B | A24 | ib | Z1 |

| N5 | V29 | V28 | Y1V | ib | Z1 | M17 | D36 · N35B | A24 | ib | Z1 |

| N5 | V29 | V28 | Y1V | ib | Z1 | M17 | D36 · N35B | A24 | ib | Z1 |

| ib | Z1 | M17 | D36 · N35B |

| ib | Z1 | M17 | D36 · N35B |

| ib | Z1 | M17 | D36 · N35B |

| ib | Z1 | M17 | D36 · N35B |

| ib | Z1 | M17 | D36 · N35B |

| ib | Z1 | M17 | D36 · N35B |

| ib | Z1 | M17 | D36 · N35B |

| ib | Z1 | M17 | D36 · N35B |

| ib | Z1 | M17 | D36 · N35B |

| ib | Z1 | M17 | D36 · N35B |

| ib | Z1 | M17 | D36 · N35B |

| ib | Z1 | M17 | D36 · N35B |

| ib | Z1 | M17 | D36 · N35B |

| ib | Z1 | M17 | D36 · N35B |

| ib | Z1 | M17 | D36 · N35B |

| ib | Z1 | M17 | D36 · N35B |